# 伊斯拉埃兰迪亚
伊斯拉埃兰迪亚是巴西戈亚斯州的一个市镇。总面积577.48平方公里，总人口2840人，人口密度4.9人/平方公里。